# 店村站
店村站（：／ Jeonchon yeok */?）是慶北線沿線的一座鐵路車站，位於韓國庆尚北道聞慶市店村洞，有無窮花號列車停靠。聞慶線由此站岔出。

## 历史
- 1924年12月25日 - 落成使用。

## 相鄰車站
韓國鐵道公社
慶北線
咸昌－店村－龍宮
聞慶線
店村－舟坪